# Copa Ecuador

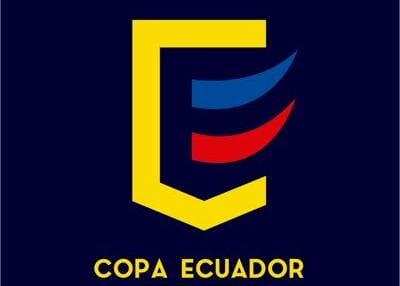
Logo Copa Ecuador (2022)

Die Copa Ecuador ist der 2019 eingeführte Pokalwettbewerb für Fußballvereine. Seit 2022 trägt der Wettbewerb offiziell laut Sponsoringvertrag den Namen Copa Ecuabet Ecuador. Der Sieger des Pokals qualifiziert sich für die Copa Libertadores und spielt mit dem Meister der Serie A um die Supercopa de Ecuador.

## Geschichte
Im August 2018 veröffentlichte der ecuadorianische Verband FEF, die Copa Ecuador ab November 2018 auszurichten. Erster Sieger des neuen Wettbewerbs war LDU Quito, das sich im Finale nach der Auswärtstorregel gegen den Delfín SC durchsetzen konnte. In den Jahren 2020 und 2021 wurde der Wettbewerb wegen der COVID-19-Pandemie nicht ausgespielt.

## Teilnehmer
Teilnehmer sind die 16 Teams aus der Serie A, zehn Teams aus der Serie B sowie 20 Teams aus der Segunda Categoría. Dazu kommen noch zwei Amateurmannschaften, die sich für die Copa Ecuador qualifiziert haben. Die Teams aus der Serie A steigen in der zweiten Runde in den Wettbewerb ein. Während die erste Runde mit Hin- und Rückspiel ausgetragen wird, gilt ab der zweiten Runde das K.-o.-System in einem Spiel. Das Halbfinale wird in einem Ligasystem ausgetragen, wobei sich die beiden besten Teams für das Finale qualifizieren.

## Die Endspiele im Überblick
| Saison                                           | Austragungsort                                          | Sieger                  | Ergebnis       | Finalist                |
| ------------------------------------------------ | ------------------------------------------------------- | ----------------------- | -------------- | ----------------------- |
| 2019                                             | Estadio Rodrigo Paz Delgado, Quito Estadio Jocay, Manta | LDU Quito               | (a)2:0, 1:3(a) | Delfín SC               |
| 2020 und 2021 wurde kein Wettbewerb ausgetragen. |                                                         |                         |                |                         |
| 2022                                             | Estadio Olímpico Atahualpa, Quito                       | Independiente del Valle | 3:1            | 9 de Octubre            |
| 2023 wurde kein Wettbewerb ausgetragen.          |                                                         |                         |                |                         |
| 2024                                             | Estadio Rodrigo Paz Delgado, Quito                      | CD El Nacional          | 1:0            | Independiente del Valle |

## Rangliste der Sieger
| Klub                    | Titel | Jahr(e)    | Finalist |
| ----------------------- | ----- | ---------- | -------- |
| Independiente del Valle | 1     | 2022       | 1        |
| LDU Quito               | 1     | 2019       | –        |
| CD El Nacional          | 1     | 2024, 1970 | –        |
| Delfín SC               | –     | –          | 1        |
| 9 de Octubre            | –     | –          | 1        |